# Plaça Reial

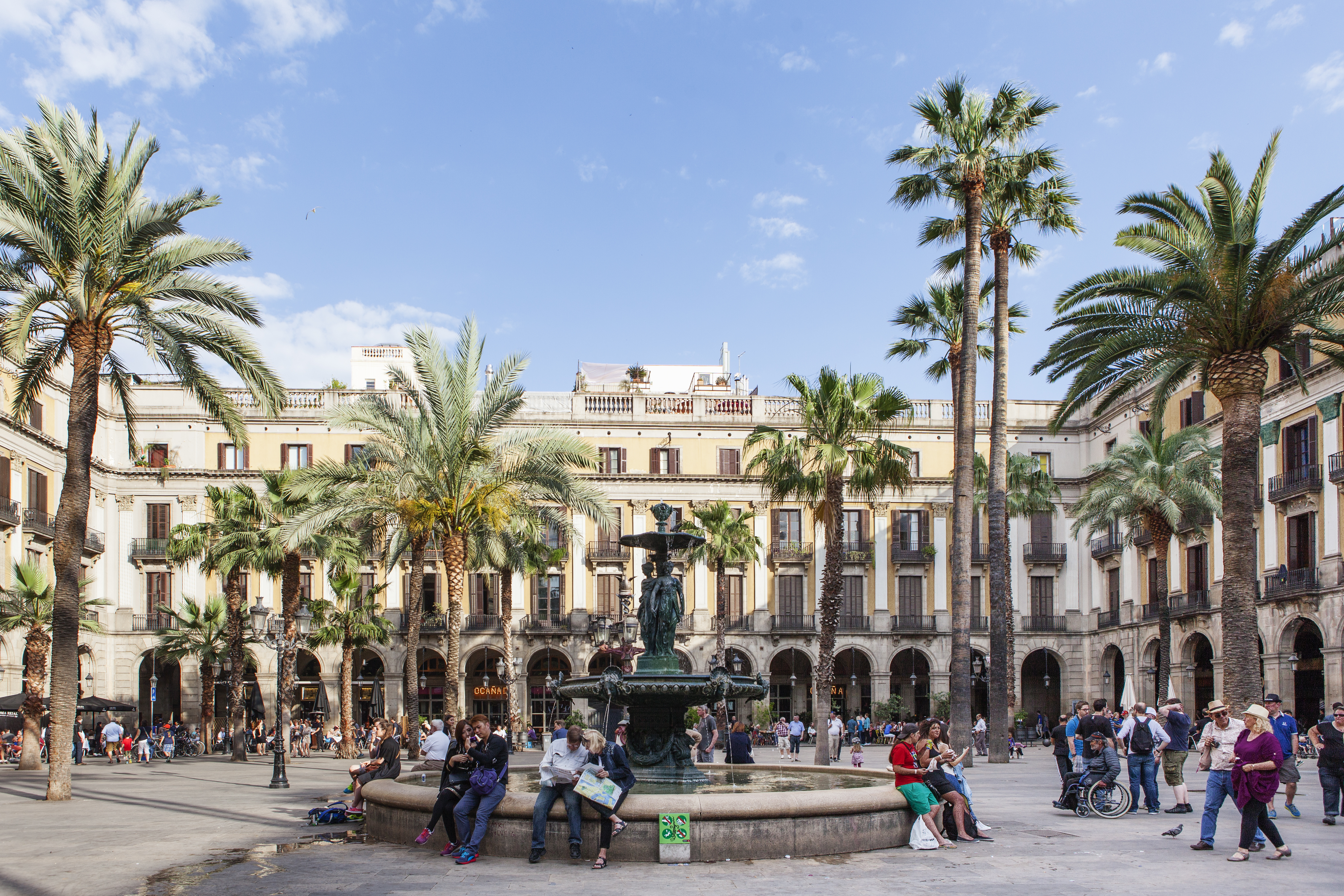
Plaça Reial

Plaça Reial (hiszp. Plaza Real, Plac Królewski) – plac w dzielnicy Barri Gòtic w Barcelonie. Przylega do La Rambla i jest popularną atrakcją turystyczną. Został nazwany na cześć katolickich królów Hiszpanii.

## Historia

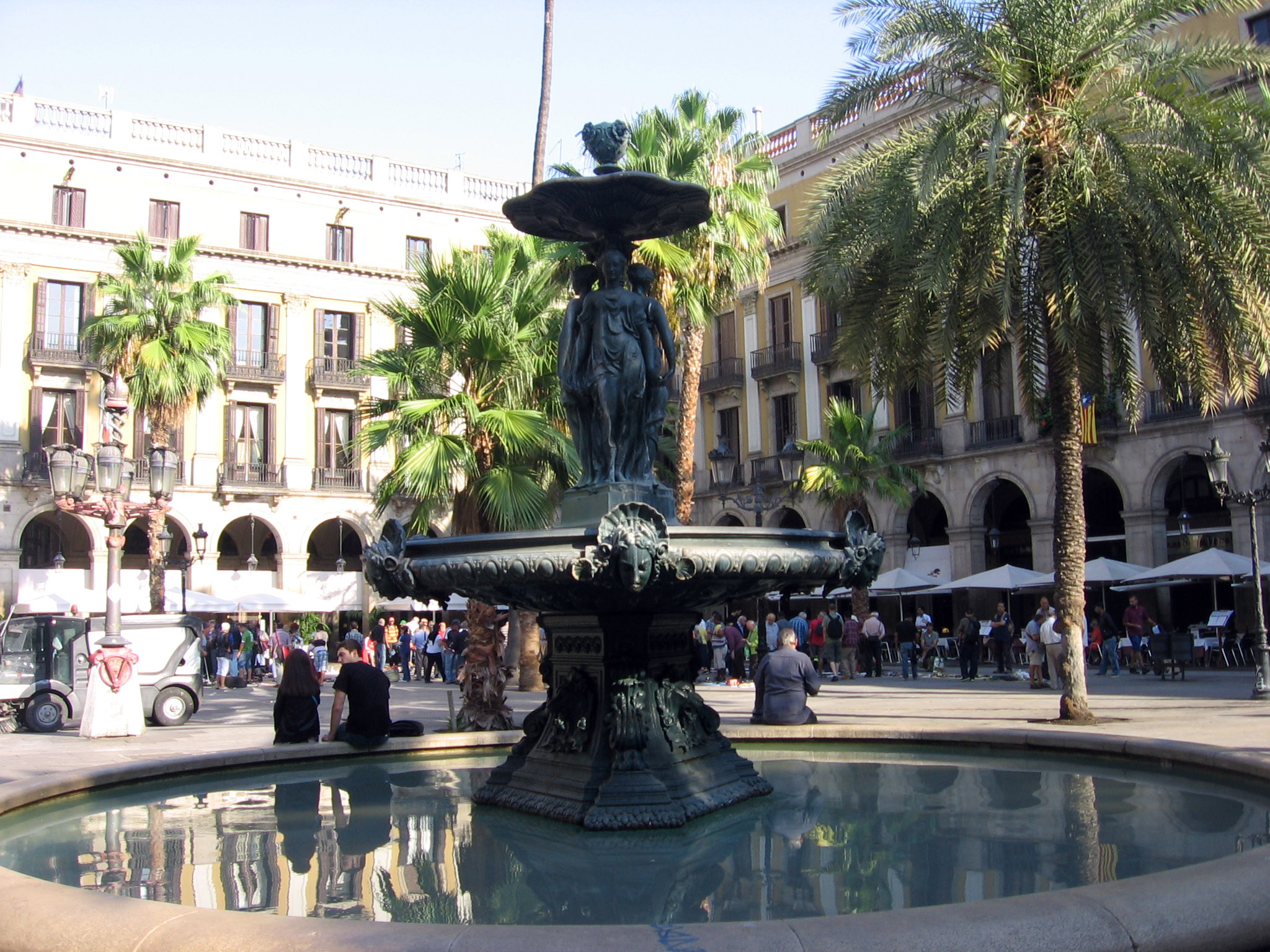
Fontanna

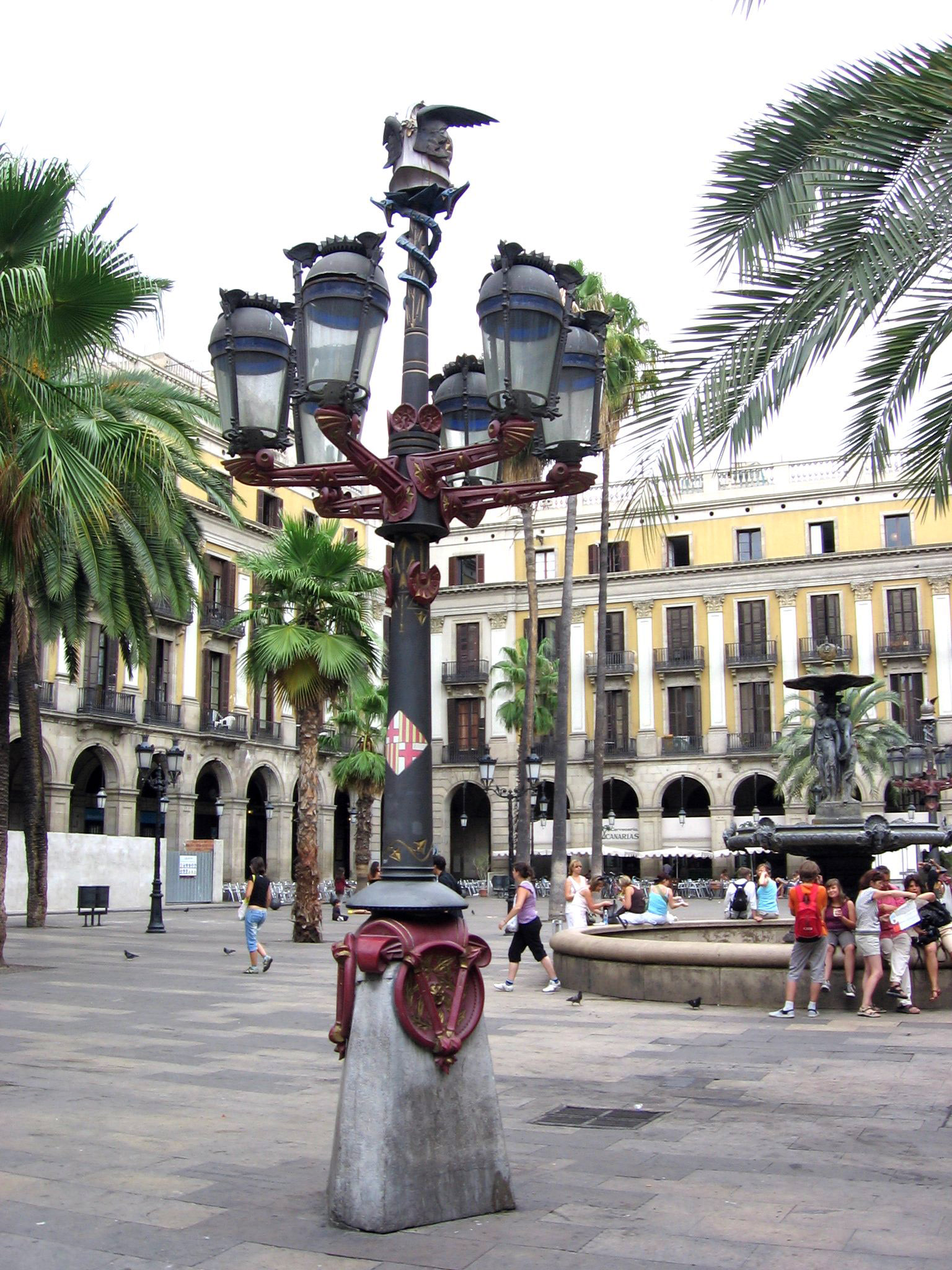
Jedna z latarni

Pierwotnie w tym miejscu znajdował się klasztor kapucynów Santa Madrona, który został zburzony w 1836 po konfiskacie zakonu. Pierwotnie Rada Miasta Barcelony planowała tu teatr, na który w 1841 ogłoszono konkurs. Ostatecznie zdecydowano się stworzyć zamknięty plac 
Plaça Reial został zaprojektowany przez Francisco Daniela Molina i Casamajó w stylu neoklasycystycznym. Architekt inspirował się francuską urbanistyką epoki napoleońskiej. Plac zaczęto budować w 1850. Plac pozwolił na stworzenie pasaży łączących średniowieczną siatkę ulic. Plac zajmuje prostokątną przestrzeń otoczoną ze wszystkich stron jedno- i trzypiętrowymi budynkami o jednolitych elewacjach. Parter jest podzielony na arkadowe galerie z półkolistymi łukami i kwadratowymi filarami. Dwa górne piętra są ozdobione korynckimi pilastrami. Attykę zwieńcza poręcz balustrady. Attyki wież zdobią terakotowe medaliony z przedstawieniem żeglarzy i odkrywców.
Na środku placu planować umieścić pomnik Ferdynanda Aragońskiego powstały na zlecenie walenckiego rzeźbiarza Josepa Piquera. W 1856, podczas wizyty królowej Izabeli II, ponieważ posąg z brązu nie był jeszcze odlany, postanowiono zainstalować pierwszy model, który rzeźbiarz wykonał w gipsie. Nie spodobało się mieszkańcom Barcelony, którzy wkrótce potem rozbili go kamieniami. Pozostał tylko cokół, dzieło braci Baratta, który został zburzony w 1868 podczas rewolucji.
Z inicjatywy architekta Antoniego Roviry i Triasa postanowiono zainstalować fontannę, zwaną Fontanną Trzech Gracji, autorstwa Antoine'a Durenne'a. Składa się z okrągłego stawu, pośrodku którego stoi puchar z sześcioma twarzami wypluwającymi wodę. Główną misę fontanny podtrzymują cztery kariatydy.
Latarnie na placu zostały zaprojektowane przez katalońskiego architekta Antoniego Gaudiego w 1879. Na zlecenie Rady Miasta Barcelony Gaudí przygotował dwa modele latarni z trzema i sześcioma ramionami, które początkowo miały być instalowane na różnych drogach publicznych w mieście. Ostatecznie na Plaça Reial zainstalowano tylko dwie latarnie z sześcioma ramionami. Dziesięć lat później na Plaça de Palau zainstalowano cztery trójramienne latarnie, z których dwie zachowały się do dziś. Są to dwie lampy gazowe wykonane z żeliwa z marmurową podstawą. Mają sześć żelaznych ramion z kawałkami brązu w stawach ramion, ułożonych w dwóch poziomach po trzy ramiona. Są udekorowane herbem Barcelony oraz wykończone dwoma zwiniętymi wężami i uskrzydlonym hełmem (kaduceusz Merkurego).
W latach 1931–1939 plac przemianowano na Plaza de Francesc Macià.
Plac został przebudowany w latach 1982–1984 przez architektów Federico Correa i Alfonsa Milà, którzy zlikwidowali dojazd do placu. Dziś poruszają się tu tylko piesi.
Plac jest w partnerstwie z Plaza Garibaldi w Meksyku.
Przy placu działa wiele restauracji i niektóre z najsłynniejszych klubów nocnych w mieście, w tym Sidecar, Jamboree, Karma oraz historyczny i odnowiony bar koktajlowy Nou Pipa Club. Przy placu znajduje się Hotel Roma Reial. Plac jest popularnym miejscem spotkań latem, podczas corocznego festiwalu La Mercè we wrześniu, kiedy odbywają się koncerty plenerowe, oraz podczas innych uroczystości, takich jak sylwester.